# ماته بوبان
ماته بوبان (کرواتی: Mate Boban؛ ۱۲ فوریهٔ ۱۹۴۰ – ۷ ژوئیهٔ ۱۹۹۷) یک سیاست‌مدار اهل یوگسلاوی و بنیان‌گذار جمهوری کروات بوسنی و هرزگوین بود.
وی از نوامبر ۱۹۹۱ تا فوریه ۱۹۹۴ رئیس‌جمهور جمهوری کروات بوسنی و هرزگوین بود.